# 2nd Armoured Division (Vereinigtes Königreich)

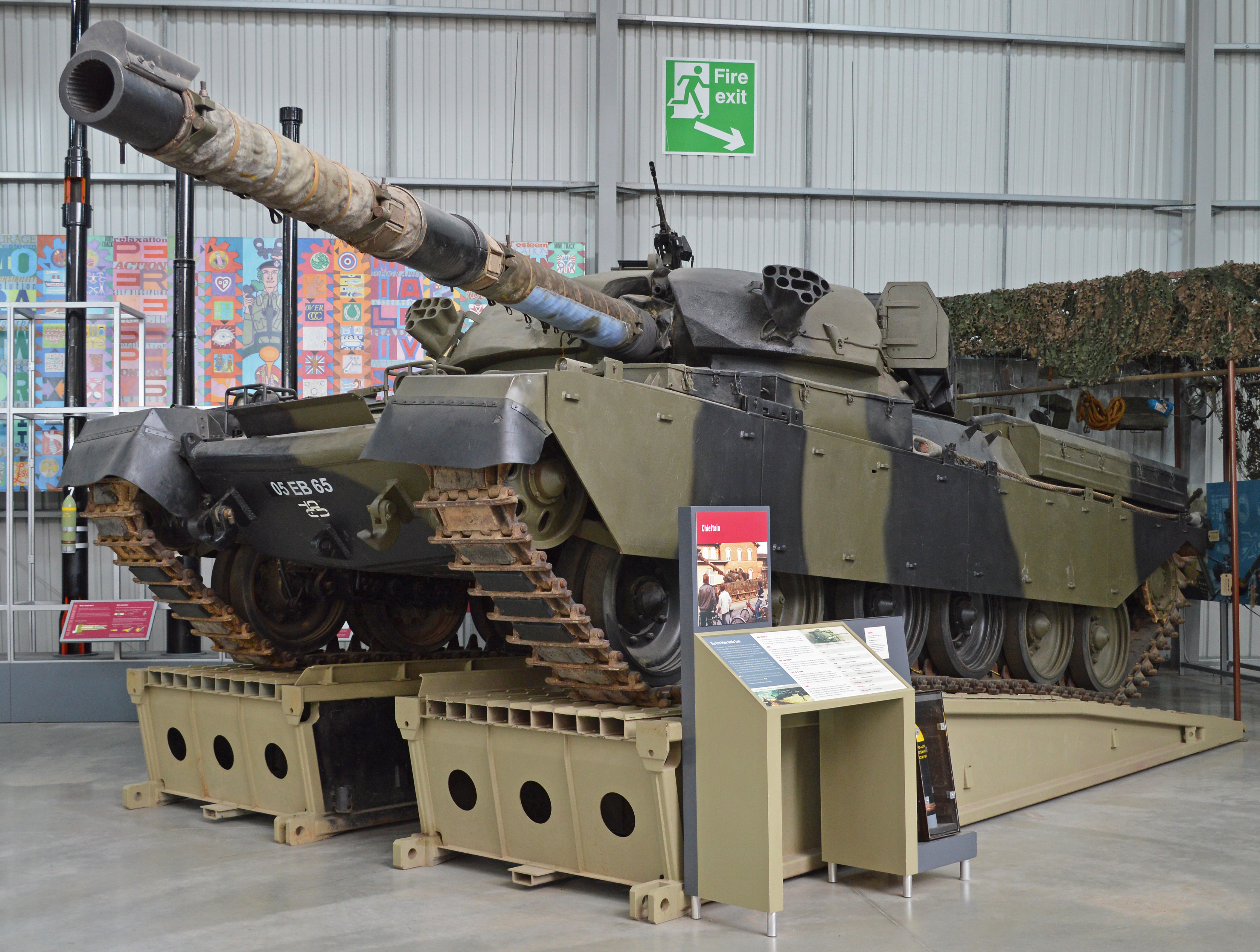
Chieftain-Panzer als Hauptwaffensystem der 2nd Armoured Division

Die 2nd Armoured Division (deutsch 2. Panzerdivision) war eine Panzerdivision der British Army, die während des Zweiten Weltkriegs in Dienst gestellt wurde. 1982 wurde sie in die 2nd Infantry Division umgewandelt.

## Geschichte

### Zweiter Weltkrieg
Die Division wurde im Dezember 1939 aufgestellt. Als Auswirkung der Luftschlacht um England musste der Verband gleich in der Anfangsphase reorganisiert werden. Ihre ersten Kämpfe fanden während des deutschen Balkanfeldzugs in Griechenland statt. Im Mai 1941 wurde die 2nd Armoured Division nach Nordafrika verlegt. Dort kämpfte sie in Libyen gegen Rommels Afrikakorps. Am 10. Mai 1941 wurde die Division offiziell aufgelöst.

#### Gliederung der 2nd Armoured Division während des Afrikafeldzuges
- 1st Light Armoured Brigade (1. Leicht gepanzerte Brigade, umbenannt in 1st Armoured Brigade)
  - 3rd The King’s Own Hussars
  - 4th Queen’s Own Hussars
  - 1st King’s Dragoon Guards
  - 3rd Battalion, Royal Tank Regiment

- 22nd Heavy Armoured Brigade (22. Schwer gepanzerte Brigade, umbenannt in 22nd Armoured Brigade)
  - 2nd Royal Gloucestershire Hussars
  - 3rd County of London Yeomanry (Scharfschützen)
  - 4th County of London Yeomanry (Scharfschützen)

- 3rd Armoured Brigade
  - 2nd Battalion, Royal Tank Regiment
  - 3rd Battalion, Royal Tank Regiment
  - 5th Battalion, Royal Tank Regiment

- 2nd Support Group
  - 1st Battalion The Rangers, The King’s Royal Rifle Corps
  - 1st Battalion, Tower Hamlets Rifles, Rifle Brigade (The Prince Consort’s Own)
  - 102nd (Northumberland Hussars) Light Anti-Aircraft/Anti-Tank Regiment
  - 12th Regiment, Royal Horse Artillery
  - 2nd Regiment, Royal Horse Artillery
  - 3rd Field Squadron, Royal Engineers
  - 142nd Field Park Troop

- Divisionstruppen
  - Divisional Signals, Royal Corps of Signals
  - Royal Engineers
    - 3rd Field Squadron
    - 142nd Field Park Troop

### Kalter Krieg
Die 2nd Armoured Division wurde 1976 ein Teil der British Army of the Rhine (BAOR) und nahm an der NATO-Übung Spearpoint 76 teil. In dieser Phase, die bis 1977 anhielt, bestand die Division aus fünf Kampfgruppen, aus Panzer- und Mech. Infanterieteilen, die für das Gefecht der verbundenen Waffen reorganisiert worden waren.
Die 2nd Armoured Division bildete die Task Forces CHARLIE und DELTA. Ihr war zeitweise das 1st Duke of Edinburgh’s Royal Regiment, 1st King’s Regiment, 2nd Grenadier Guards, 4th Royal Tank Regiment, 5th Royal Inniskilling Dragoon Guards und die 17th/21st Lancers unterstellt. Die Division besaß eine Friedensstärke von 8.500 Mann, die im Verteidigungsfall auf 14.000 anwachsen sollte. Das Divisions-Hauptquartier befand sich in Lübbecke in Nordrhein-Westfalen, das der Fernmeldetruppe in den Birdwood Barracks bei Bünde.
Als Teil des I. BR Korps war die 2nd Armoured Division für den hinhaltenden Kampf gegen nummerisch stark überlegene Panzerkräfte der sowjetischen Armee ausgelegt. In einem Kriegsfall hätte ihr vermutlich die 3. Stoßarmee gegenübergestanden. Während die 3rd und 4th Armoured Division ihre Stellungsräume direkt am VRV zugewiesen bekamen, wurde die 2nd Armoured Division als operative Reserve im rückwärtigen Verantwortungsbereich des I. BR Korps bereitgehalten. Das Szenario einer groß angelegten Panzerschlacht in der Norddeutschen Tiefebene wurde regelmäßig auf den Truppenübungsplätzen Munster und Bergen-Hohne geübt.
Bestand die Division vormals aus den 2nd Grenadier Guards, 4th Royal Tank Regiment und den 5th Royal Inniskilling Dragoon Guards, so wurden im August 1981 die 2nd Grenadier Guards durch die 1st Irish Guards ersetzt und im Juli 1982 die Queen’s Royal Irish Hussars durch das 4th Royal Tank Regiment.
Die 12th Armoured Brigade setzte sich zunächst aus dem 1st Duke of Edinburgh’s Royal Regiment, 1st King’s Regiment und dem 17th/21st Lancers zusammen. Im Januar 1982 wurde sie durch die 1st King’s Own Scottish Borderers verstärkt. Im Laufe dieses Jahres fanden weitere Reorganisationen statt. Die 2nd Armoured Division wurde in die 2nd Infantry Division umgewandelt und kehrte nach Großbritannien zurück, wo das Hauptquartier in den Imphal Barracks in York seine Arbeit aufnahm. Im Dezember 1982 erfolgte auch die offizielle Umbenennung in 2nd Infantry Division.

#### Gliederung der 2nd Armoured Division während des Kalten Krieges
- 4th Armoured Brigade
  - 5th Royal Inniskilling Dragoon Guards
  - 4th Royal Tank Regiment
  - Queen’s Royal Irish Hussars
  - 2nd Battalion, Grenadier Guards
  - 1st Battalion, Irish Guards

- 12th Armoured Brigade
  - 17th/21st Lancers
  - 1st Battalion, King’s Regiment
  - 1st Battalion, Duke of Edinburgh’s Royal Regiment
  - 1st Battalion, King’s Own Scottish Borderers

- Divisionstruppen
  - Divisionsartillerie
    - 27th Field Regiment, Royal Artillery (M109 Panzerhaubitzen)
    - 40th Field Regiment, Royal Artillery (Abbot Panzerhaubitzen)
    - 10th Air Defense Battery, Royal Artillery (mit Blowpipe ausgestattet)
    - C Battery, Royal Horse Artillery (mit Swingfire ausgestattet)

  - Divisionspioniere
    - 23rd Engineer Regiment, Royal Engineers
    - 1st Royal Tank Regiment (Panzeraufklärungs-Regiment)

  - 2 Regiment Army Air Corps (Heeresflieger)
  - Divisional Transport Regiment
  - 2nd Ordnance Company, Royal Army Ordnance Corps
  - 12th Workshop, Royal Electrical and Mechanical Engineers
  - Divisional Field Ambulance unit, Royal Army Medical Corps (Sanitätstruppe)

## Kommandeure

### Zweiter Weltkrieg
- 15. Dezember 1939 Major-General F. E. Hotblack
- 17. April 1940 Brigadier C. W. M. Norrie
- 10. Mai 1940 Major-General J. C. Tilly
- 16. Januar 1941 Brigadier H. B. Latham
- 12. Februar 1941 Major-General M. D. Gambier-Parry

### Kalter Krieg
- 1977 Major-General Frank Kitson
- Februar 1978 Major-General Alexander Boswell
- März 1980 Major-General Martin Farndale